# Possendorf (Weimar)
Possendorf ist ein Stadtteil der kreisfreien Stadt Weimar in Thüringen.
Der südlich der Kernstadt befindliche Ortsteil umfasst eine Fläche von 4,67 km² und hat ca. 200 Einwohner. Ortsteilbürgermeisterin ist Kärsti Ewald. Der Ort liegt südlich direkt an der A 4, östlich der Autobahnabfahrt „Weimar“. 500 Meter westlich von Possendorf entspringt der 5 Kilometer lange Possenbach, der den Schlosspark Belvedere vom Forst Belvedere trennt.

## Geschichte

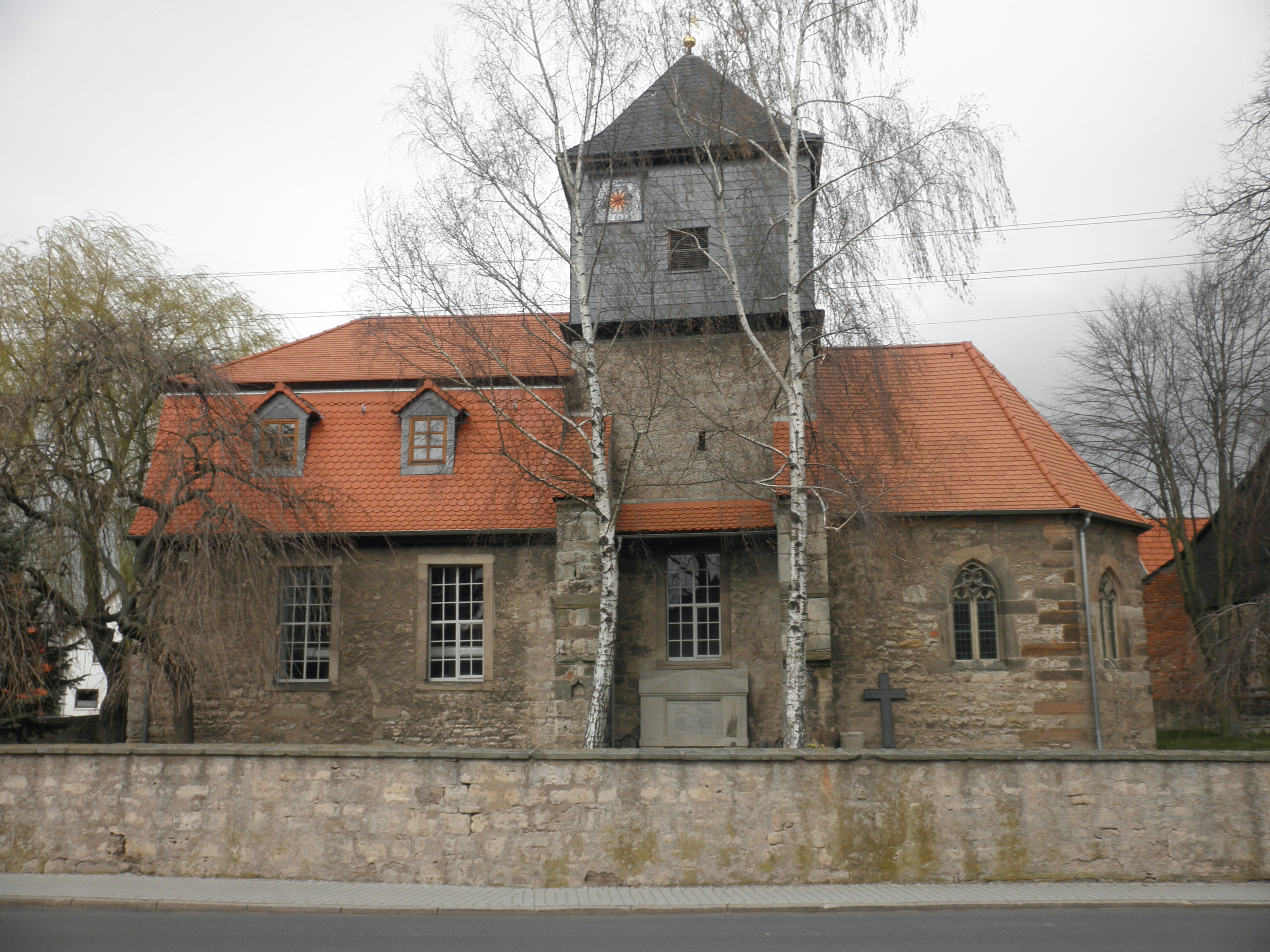
Kirche in Possendorf

Possendorf wurde 1194 erstmals als Busendorf urkundlich erwähnt.
Das älteste Gebäude von Possendorf ist die Dorfkirche, deren ältesten Teile aus dem Jahr 1281 stammen. Kürzlich wurden Wandmalereien aus der Renaissance freigelegt. Die Kirche diente auch als Motiv von Lyonel Feininger und liegt am Feininger-Radweg.
Geschichtlich interessant ist ein Fund aus dem Jahre 1859 in der Torfgrube südlich des Ortes auf dem Grundstück des Bäckermeisters Voigtritter.  Um einen großen, stark abgenutzten, oft reparierten Kupferkessel standen sieben Gefäße und eine 80 cm hohe Figur aus Eichenholz, die als Götterfigur gedeutet wurde. Sie stand aufrecht und hatte eingesetzte Arme. Die Figur ist verschollen. Die Funde werden der Latènezeit bis ältere Kaiserzeit zugeordnet.
Im Rahmen einer Kreisreform wurde 1994 aus dem ehemaligen Landkreis Weimar die Gemeinde Possendorf der kreisfreien Stadt Weimar angeschlossen. In den Jahren 2006/2007 wurde Possendorf an das öffentliche Abwassernetz angeschlossen.

## Einwohnerentwicklung
1993: 200

2005: 202

2008: 198

2009: 208

2010: 206

Alle Zahlen mit Stand 31.12.

## Baudenkmale
- Kirche Possendorf

## Persönlichkeiten
- Paul Slevogt (auch: Schlevogt; 1596–1655), deutscher Philologe